# Paaliaq
Paaliaq (Saturn XX) – jeden z nieregularnych księżyców Saturna, odkryty w 2000 roku przez B.J. Gladmana i jego zespół za pomocą teleskopu naziemnego. Należy on do grupy inuickiej nieregularnych księżyców poruszających się ruchem prostym (zgodnie z kierunkiem obrotu Saturna) wokół planety.
Jego nazwa pochodzi od fikcyjnego inuickiego szamana z książki Michaela Arvaarluka Kusugaka The Curse of the Shaman.